# 황휘
황휘(1994년 1월 1일 ~ )는 대한민국의 뮤지컬 배우다. 2021년 뮤지컬 '스프링 어웨이크닝'으로 데뷔했다.

## 방송
- 연애플레이리스트 시즌2 (2017)
- 이런 꽃같은 엔딩 (2018)
- 팬텀싱어 4 (2023) - Top74

## 영화
- 프리라이더 (2016)
- 눈이 부신 밤 (2017)
- 명당 (2018)
- 6시간 후 너는 죽는다 - 이형사 역 (2024)

## 공연
- 스프링 어웨이크닝 (2021)
- 2021 웰컴대학로 - 웰컴씨어터 블랙메리포핀스 (2021)
- 릴리를 위하여 (2021)
- 쓰릴 미 (2022)
- 블랙메리포핀스 온라인 2월 27일 (2023)
- 윌리엄과 윌리엄의 윌리엄들 (2023)